# 1945 في الولايات المتحدة
فيما يلي قوائم الأحداث التي وقعت خلال عام 1945 في الولايات المتحدة.

## أحداث
- 16 يوليو – ترينيتي

## سياسة

### تعيين في المنصب
- 3 يناير – جيمس ويليام فولبرايت عضو مجلس الشيوخ الأمريكي.
- 3 يناير – شيرمان آدمز عضو مجلس النواب الأمريكي.
- 3 يناير – كلايد رورك هوي عضو مجلس الشيوخ الأمريكي.
- 20 يناير – باس ترومان السيدة الثانية للولايات المتحدة،السيدة الأولى للولايات المتحدة.
- 2 مارس – هنري أغارد ولاس وزير التجارة الأمريكي.
- 12 أبريل – هاري ترومان رئيس الولايات المتحدة.
- 3 يوليو – جيمس بيرنز وزير الخارجية الأمريكي.
- 23 يوليو – فريدريك مور فينسون وزير الخزانة الأمريكي.
- 19 نوفمبر – دوايت أيزنهاور رئيس أركان جيش الولايات المتحدة.
- 1 ديسمبر – إليانور روزفلت الجمعية العامة للأمم المتحدة.
- 15 ديسمبر – شيستر نيمتز رئيس العمليات البحرية.

### انتهاء فترة المنصب
- 2 يناير – سبيسرد ليندساي هولند حاكم ولاية فلوريدا [الإنجليزية]‏.
- 3 يناير – جيرالد ناي عضو مجلس الشيوخ الأمريكي.
- 3 يناير – جيمس ويليام فولبرايت عضو مجلس النواب الأمريكي.
- 3 يناير – هاتي أوفيليا وايات كاراوي عضو مجلس الشيوخ الأمريكي.
- 3 يناير – هاميلتون فيش الثالث عضو مجلس النواب الأمريكي.
- 17 يناير – هاري ترومان عضو مجلس الشيوخ الأمريكي.
- 1 مارس – جيسي هولمان جونز وزير التجارة الأمريكي.
- 12 أبريل – إليانور روزفلت السيدة الأولى للولايات المتحدة.
- 12 أبريل – باس ترومان السيدة الثانية للولايات المتحدة.
- 12 أبريل – فرانكلين روزفلت رئيس الولايات المتحدة.
- 26 يونيو – فرانسيس بيدل نائب عام الولايات المتحدة.
- 27 يونيو – إدوارد ستيتنيوس وزير الخارجية الأمريكي.
- 30 يونيو – فرانسيس بيركنز وزير العمل الأمريكي.
- 22 يوليو – هنري مورغنثاو وزير الخزانة الأمريكي.
- 6 أغسطس – حيرام جونسون عضو مجلس الشيوخ الأمريكي.
- 21 سبتمبر – هنري ستيمسون وزير حرب الولايات المتحدة.
- 18 نوفمبر – جورج مارشال رئيس أركان جيش الولايات المتحدة.

## ظهور
- 1 يناير – إبوني
- 1 يناير – بلوغراس
- 1 يناير – موسيقى تيخانو

## أفلام
من الأفلام التي صدرت هذه السنة في الولايات المتحدة:
- 1 يناير – أجراس القديسة مريم من إخراج ليو مكاري.
- 1 يناير – اتركها للجنة من إخراج جون إم. شتال.
- 1 يناير – المسحورة من إخراج ألفريد هتشكوك.
- 1 يناير – المنزل الكائن بشارع 92 من إخراج هنري هاثاوي.
- 1 يناير – دماء على الشمس من إخراج فرانك لويد.[1]
- 1 يناير – رفع المرسى من إخراج جورج سيدني.
- 1 يناير – شجرة تنمو في بروكلين من إخراج إيليا كازان.
- 1 يناير – غرباء رائعون من إخراج الكسندر كوردا.
- 1 يناير – معرض الولاية من إخراج والتر لانغ.
- 1 يناير – ميدالية لبيني من إخراج Irving Pichel [الإنجليزية]‏.
- 1 يناير – نهاية الأسبوع المفقودة من إخراج بيلي وايلدر.
- 1 مارس – صورة دوريان جراي من إخراج ألبرت ليفين.[2]
- 24 سبتمبر – ميلدرد بيرس من إخراج مايكل كورتيز.
- 15 أكتوبر – الديكتاتور العظيم من إخراج تشارلي تشابلن.

## كتب
من الكتب التي صدرت هذه السنة في الولايات المتحدة:
- 1 يناير – شارع السردين المعلب من تأليف جون ستاينبيك.

## مواليد

### يناير
- 1 يناير – جيمس زغبي عَالِم من الولايات المتحدة الأمريكية.
- 1 يناير – حكيم باي[3]
- 1 يناير – روبرت بجلو
- 1 يناير – ريتشارد دويل
- 1 يناير – كريغ روبرتس ستابلتون دبلوماسي أمريكي.
- 3 يناير – تايغر ففارا ممثل أمريكي.
- 4 يناير – جيمي جونز لاعب كرة سلة أمريكي.
- 4 يناير – ريتشارد شروك كيميائي أمريكي.[4]
- 6 يناير – ألوين هوارد غنتري عالم نبات أمريكي.
- 9 يناير – جون دومان ممثل أمريكي.
- 11 يناير – هارولد أكين لاعب كرة قدم أمريكية.
- 13 يناير – مارتن نيل بايلي عالم اقتصاد أمريكي.
- 15 يناير – تشارلز رادين رياضياتي أمريكي.[5]
- 17 يناير – ليني بيكر ممثل أمريكي.[6]
- 19 يناير – تشارلز س. أبوت ضابط من الولايات المتحدة الأمريكية.
- 20 يناير – جيرل ووكر فيزيائي أمريكي.
- 22 يناير – سام ويليامز لاعب كرة سلة من الولايات المتحدة الأمريكية.
- 22 يناير – مايكل كريستوفر ممثل ومخرج أمريكي.[7]
- 25 يناير – بايرون بيك لاعب كرة سلة أمريكي.
- 25 يناير – جون ليزلي[8]
- 25 يناير – والت ويسلي لاعب كرة سلة أمريكي.
- 26 يناير – جيريمي ريفكين عالم اقتصاد أمريكي.[9]
- 29 يناير – توم سيليك ممثل أمريكي.[10]

### فبراير
- 8 فبراير – لويس جيامبالفو ممثل أمريكي.
- 9 فبراير – مايا فارو[11]
- 10 فبراير – ديلما أريغويتيا
- 11 فبراير – هارلي كوكيليس[12]
- 12 فبراير – كليف ديونغ ممثل أمريكي.[13]
- 14 فبراير – فريد كارتر
- 15 فبراير – دوغلاس هوفشتادتر[14]
- 17 فبراير – لس براون سياسي أمريكي.
- 18 فبراير – بات فرينك لاعب كرة سلة أمريكي.
- 18 فبراير – جودي رانكين لاعبة غولف من الولايات المتحدة الأمريكية.
- 20 فبراير – جورج سموت[15]
- 23 فبراير – مال غراهام لاعب كرة سلة أمريكي.
- 24 فبراير – باري بوستويك ممثل أمريكي.[16]

### مارس
- 1 مارس – ديرك بينيديكت ممثل أمريكي.[17]
- 3 مارس – لاري باين ممثل أمريكي.[18]
- 4 مارس – جريج كريج محامي أمريكي.
- 8 مارس – ليليا آن أبرون
- 9 مارس – دينس ريدر قاتل متسلسل من الولايات المتحدة الأمريكية.[19]
- 17 مارس – مايكل هايدن سياسي أمريكي.[20]
- 20 مارس – بات رايلي[21]
- 20 مارس – بوبي لويس لاعب كرة سلة أمريكي.
- 24 مارس – روبرت باكر[22]
- 24 مارس – كورتيس هانسون ممثل ومخرج أمريكي.[23]
- 28 مارس – كارول رونين سياسية أمريكية.
- 28 مارس – نيك جونز لاعب كرة سلة من الولايات المتحدة الأمريكية.
- 29 مارس – والت فرايزر لاعب كرة سلة أمريكي.[24]
- 30 مارس – شالر هاليمون لاعب كرة سلة أمريكي.
- 31 مارس – إدوين كاتمول[25]

### أبريل
- 2 أبريل – ليندا هانت[26]
- 3 أبريل – إدوارد ثالمان ضابط من الولايات المتحدة الأمريكية.
- 5 أبريل – كريغ ريموند لاعب كرة سلة أمريكي.
- 17 أبريل – دان سباركس
- 20 أبريل – غريغوري اولسن رائد فضاء أمريكي.[27]
- 20 أبريل – ميخائيل فيلدمان[28]
- 21 أبريل – بروس الفورد لاعب كرة قدم أمريكي.
- 26 أبريل – ريتشارد ارميتاج سياسي من الولايات المتحدة الأمريكية.[29]
- 27 أبريل – أوغست ويلسون كاتب مسرحي أمريكي.[30]
- 30 أبريل – آني ديلارد كاتب أمريكي.[31]
- 30 أبريل – توم جونسون سياسي من الولايات المتحدة الأمريكية.

### مايو
- 3 مايو – جيفري هال عالم وراثة أمريكي.[32]
- 7 مايو – روبن ستراسر ممثلة أمريكية.[33]
- 13 مايو – سام أندرسون ممثل أمريكي.
- 15 مايو – جيري كواري ملاكم من الولايات المتحدة الأمريكية.[34]
- 24 مايو – بريسيلا بريسلي[35]
- 27 مايو – جيرالد دولان فيزيائي أمريكي.
- 28 مايو – باتش آدمز[36]

### يونيو
- 1 يونيو – فريدريكا فون استاد[37]
- 6 يونيو – أندرو أندرسون لاعب كرة سلة أمريكي.
- 6 يونيو – ديفيد دوكز ممثل أمريكي.[38]
- 7 يونيو – ديبرا تانن
- 8 يونيو – ويس بيالوسوكنيا لاعب كرة سلة أمريكي.
- 11 يونيو – ادريان باربو
- 11 يونيو – والت بياتكوسكي لاعب كرة سلة أمريكي.
- 12 يونيو – براين برونكهورست لاعب كرة سلة أمريكي.
- 15 يونيو – واين تشابمان
- 17 يونيو – تومي فرانكس جندي من الولايات المتحدة الأمريكية.[39]
- 17 يونيو – فرانك أشمور ممثل أمريكي.
- 19 يونيو – تيم هوفي
- 20 يونيو – جيمس بوشلي رائد فضاء أمريكي.
- 24 يونيو – جورج باتاكي سياسي أمريكي.[40]
- 29 يونيو – ميكي مونداي

### يوليو
- 1 يوليو – ديبي هاري[41]
- 1 يوليو – وليام راثجي[42]
- 3 يوليو – روث جان سيمونز أستاذة جامعية من الولايات المتحدة الأمريكية.
- 3 يوليو – ميخائيل كول ممثل أمريكي.
- 4 يوليو – إيرل بيلينغز ممثل أمريكي.
- 6 يوليو – بورت وورد ممثل أمريكي.
- 9 يوليو – دين كونتز مؤلف أمريكي.[43]
- 9 يوليو – مايك ريوردان لاعب كرة سلة أمريكي.
- 10 يوليو – رون غلاس ممثل أمريكي.[44]
- 11 يوليو – تود سيبين سياسي أمريكي.
- 17 يوليو – بيتر كوفيلد[45]
- 21 يوليو – دونالد بيلي سياسي أمريكي.
- 22 يوليو – أديل غولدبرغ عالِمة حاسوب من الولايات المتحدة الأمريكية.
- 24 يوليو – ستانلي برانين[46]
- 25 يوليو – هاري بارنز لاعب كرة سلة أمريكي.
- 26 يوليو – لوي بيترسن لاعب كرة سلة أمريكي.
- 26 يوليو – ليندا هاريسون ممثلة أمريكية.
- 27 يوليو – إدموند كلارك[47]
- 29 يوليو – جين مور لاعب كرة سلة أمريكي.

### أغسطس
- 1 أغسطس – دوغلاس أوشيروف فيزيائي أمريكي.[48]
- 2 أغسطس – جوانا كاسيدي ممثلة أمريكية.[49]
- 4 أغسطس – آلان مولالي
- 8 أغسطس – أرسكين بولز سياسي من الولايات المتحدة الأمريكية.[50]
- 10 أغسطس – هارييت مايرز
- 12 أغسطس – فايف سيمنتون سياسي أمريكي.[51]
- 13 أغسطس – غاري غريغور لاعب كرة سلة أمريكي.
- 14 أغسطس – ستيف مارتن[52]
- 16 أغسطس – بوب بالابان[53]
- 16 أغسطس – سوني دوف لاعب كرة سلة أمريكي.
- 23 أغسطس – تشارلي بيسلي لاعب كرة سلة أمريكي.
- 23 أغسطس – توم بوروينكل لاعب كرة سلة أمريكي.[54]
- 24 أغسطس – فينس مكمان[55]
- 26 أغسطس – توم ريدج سياسي أمريكي.[56]
- 28 أغسطس – روبرت غرينوالد[57]
- 29 أغسطس – وايوميا تيوس[58]

### سبتمبر
- 7 سبتمبر – بوب فيرغا لاعب كرة سلة أمريكي.
- 9 سبتمبر – ألفونسو جاكسون سياسي من الولايات المتحدة الأمريكية.
- 10 سبتمبر – دينيس باركلي[59]
- 10 سبتمبر – مايك مولان رائد فضاء أمريكي.
- 12 سبتمبر – ريتشارد ثالر عالم اقتصاد أمريكي.[60]
- 13 سبتمبر – وليام هوارد تافت الرابع دبلوماسي أمريكي.
- 15 سبتمبر – روي بروكسميث ممثل أمريكي.[61]
- 17 سبتمبر – فل جاكسون[62]
- 21 سبتمبر – جيم بيرنز لاعب كرة سلة أمريكي.
- 23 سبتمبر – إرني لوبيز ملاكم من الولايات المتحدة الأمريكية.
- 23 سبتمبر – مايكل بوسكين
- 24 سبتمبر – كاثرين بورنس ممثلة أمريكية.[63]
- 28 سبتمبر – راندولف ماهافي لاعب كرة سلة أمريكي.
- 30 سبتمبر – فريد ماكجرو دونر

### أكتوبر
- 2 أكتوبر – جون تراب لاعب كرة سلة أمريكي.
- 2 أكتوبر – مارتن هيلمان
- 4 أكتوبر – كليفتون ديفيس[64]
- 9 أكتوبر – راي بلانشارد
- 12 أكتوبر – داستي رودز
- 15 أكتوبر – جيم بالمر[65]
- 16 أكتوبر – واين برابيندير[66]
- 18 أكتوبر – حول حوصر
- 19 أكتوبر – جون ليثغو[67]
- 25 أكتوبر – دايفيد وارد مخرج أفلام أمريكي.[68]
- 26 أكتوبر – جاكلين سميث
- 27 أكتوبر – كيري سوندغراس[69]
- 28 أكتوبر – ساندي بيرغر[70]
- 30 أكتوبر – هنري وينكلر[71]
- 31 أكتوبر – برايان دويل[72]

### نوفمبر
- 2 نوفمبر – جي دي ساوثير
- 7 نوفمبر – إيرل بون
- 12 نوفمبر – دايل شلويتير لاعب كرة سلة أمريكي.[73]
- 15 نوفمبر – بوب جنتون ممثل أمريكي.[74]
- 15 نوفمبر – لاري تومبسون محامي أمريكي.
- 17 نوفمبر – إلفين هايس لاعب كرة سلة أمريكي.[75]
- 18 نوفمبر – غارفيلد سميث لاعب كرة سلة أمريكي.
- 19 نوفمبر – بولا اينشتاين منتج أفلام أمريكي.
- 20 نوفمبر – أرفستا كيلي لاعب كرة سلة أمريكي.
- 20 نوفمبر – ديبورا أيزنبرغ[76]
- 21 نوفمبر – غولدي هاون[77]
- 23 نوفمبر – جيم دويل[78]
- 25 نوفمبر – مايك لين لاعب كرة سلة أمريكي.
- 26 نوفمبر – دانيال ديفيس ممثل أمريكي.[79]
- 27 نوفمبر – جيمس أفيري ممثل أمريكي.[80]
- 27 نوفمبر – ماني ليكس لاعب كرة سلة من الولايات المتحدة الأمريكية.

### ديسمبر
- 1 ديسمبر – بيت ميدلر[81]
- 1 ديسمبر – بيل والاس[82]
- 6 ديسمبر – راي لحود سياسي أمريكي.[83]
- 8 ديسمبر – جولي هيلدمان لاعبة كرة مضرب من الولايات المتحدة.
- 9 ديسمبر – مايكل نوري ممثل أمريكي.[84]
- 11 ديسمبر – آل هيرستون
- 11 ديسمبر – بلامر لوت لاعب كرة سلة أمريكي.
- 13 ديسمبر – هيرمان كاين سياسي أمريكي.
- 17 ديسمبر – إيرني هدسون[85]
- 21 ديسمبر – ميلي هيوز فولفورد
- 22 ديسمبر – ديان سوير صحفية أمريكية.[86]
- 27 ديسمبر – مارك جونسون منتج أفلام أمريكي.
- 30 ديسمبر – بيرني وليامز لاعب كرة سلة أمريكي.
- 31 ديسمبر – ليونارد أدليمان

## وفيات

### يناير
- 1 يناير – هنري وارد (مواليد 1897)[87]
- 1 يناير – ويليام تريليس (مواليد 1857) عالم حشرات أمريكي.[88]
- 3 يناير – إدغار كايس (مواليد 1877)[89]
- 10 يناير – إدوارد فيلدنغ (مواليد 1875) ممثل أمريكي.[90]

### فبراير
- 2 فبراير – جو هانت (مواليد 1919) لاعب كرة مضرب من الولايات المتحدة.
- 13 فبراير – هنريتا زولد (مواليد 1860) كاتبة من الولايات المتحدة الأمريكية.[91]
- 17 فبراير – تشارلز برينلي (مواليد 1880)
- 18 فبراير – جيمي بتلر (مواليد 1921) ممثل أمريكي.
- 21 فبراير – جون وارن ديفيس (مواليد 1867) سياسي أمريكي.

### مارس
- 1 مارس – وليام إلمر هولت (مواليد 1884) سياسي أمريكي.
- 4 مارس – تشارلز وايلاند بريان (مواليد 1867) سياسي أمريكي.[92]
- 27 مارس – فنسنت بندكس (مواليد 1882) مهندس من الولايات المتحدة الأمريكية.[93]
- 30 مارس – موريس روز (مواليد 1899) ضابط من الولايات المتحدة الأمريكية.[94]
- 31 مارس – لويس رالف جونز (مواليد 1864) عالم نبات من الولايات المتحدة الأمريكية.[95]

### أبريل
- 7 أبريل – راسل هوبتون (مواليد 1900) ممثل من الولايات المتحدة الأمريكية.[96]
- 10 أبريل – فرانك كلارك (مواليد 1857) ممثل أمريكي.[97]
- 12 أبريل – فرانكلين روزفلت (مواليد 1882) الرئيس الأمريكي الثاني والثلاثون.[98]
- 27 أبريل – وارن غرين (مواليد 1869) سياسي أمريكي.[99]

### مايو
- 21 مايو – هوراس بي كاربنتر (مواليد 1875)[100]

### يونيو
- 4 يونيو – وليام دي فول (مواليد 1870)
- 18 يونيو – فلورنسا باسكوم (مواليد 1862)[101]

### يوليو
- 19 يوليو – جورج باربير (مواليد 1864) ممثل أمريكي.[102]
- 25 يوليو – مالين كريج (مواليد 1875)[103]

### أغسطس
- 6 أغسطس – حيرام جونسون (مواليد 1866) سياسي أمريكي.[104]
- 9 أغسطس – تشارلز ساندز (مواليد 1865)
- 9 أغسطس – هاري هيلمان (مواليد 1881) رياضي أمريكي.[105]
- 10 أغسطس – روبرت غودارد (مواليد 1882) فيزيائي أمريكي.[106]
- 23 أغسطس – هيو هامبتون يونغ (مواليد 1870)[107]

### سبتمبر
- 20 سبتمبر – وليم سيبروك (مواليد 1884) صحفي أمريكي.[108]
- 28 سبتمبر – هاريسون غرين (مواليد 1884)[109]

### أكتوبر
- 1 أكتوبر – والتر كانون (مواليد 1871)[110]
- 3 أكتوبر – ترومان هاندي نيوبيري (مواليد 1864) سياسي أمريكي.[111]
- 13 أكتوبر – توم بندي (مواليد 1881) لاعب كرة مضرب من الولايات المتحدة.
- 18 أكتوبر – فريدريك هوفي (مواليد 1868) لاعب كرة مضرب من الولايات المتحدة.
- 19 أكتوبر – نويل كونفرز وايث (مواليد 1882)[112]
- 24 أكتوبر – دون كوستيلو (مواليد 1901)[113]
- 30 أكتوبر – جون كامبل مريام (مواليد 1869)[114]

### نوفمبر
- 4 نوفمبر – جورج ويليس ريتشي (مواليد 1864) عالم فلك أمريكي.[115]
- 4 نوفمبر – لويل سميث (مواليد 1892) عسكري من الولايات المتحدة الأمريكية.[116]
- 11 نوفمبر – جيروم كيرن (مواليد 1885)[117]
- 20 نوفمبر – إيلمر أوتس ووتون (مواليد 1865) عالم نبات من الولايات المتحدة.
- 21 نوفمبر – آل ديفيس (مواليد 1920) ملاكم من الولايات المتحدة الأمريكية.[118]
- 21 نوفمبر – إلين غلاسكو (مواليد 1873)[119]
- 28 نوفمبر – دوايت دافيس (مواليد 1879) سياسي أمريكي.[120]
- 29 نوفمبر – غريس روزفلت (مواليد 1867) لاعبة كرة مضرب من الولايات المتحدة.

### ديسمبر
- 4 ديسمبر – توماس مورغان (مواليد 1866)[121]
- 21 ديسمبر – جورج باتون (مواليد 1885) قائد عسكري أمريكي، برتبة جنرال (4 نجوم) شارك في الحرب العالمية الثانية.[122]
- 26 ديسمبر – جاك بيرنشتاين (مواليد 1899)
- 26 ديسمبر – راسل غليسون (مواليد 1907) ممثل أمريكي.[123]
- 27 ديسمبر – ويليس لي (مواليد 1888)
- 28 ديسمبر – ثيودور درايزر (مواليد 1871)[124]
- 30 ديسمبر – جلين هنتر (مواليد 1894) ممثل أمريكي.[125]